# Charles Augustus FitzRoy
Charles Augustus FitzRoy (ur. 10 czerwca 1796, zm. 16 lutego 1858 w Londynie) – brytyjski wojskowy, arystokrata i polityk, najstarszy syn generała Charlesa FitzRoya (młodszego syna 3. księcia Grafton) i Frances Mundy, córki Edmunda Millera Mundy’ego.

## Początek kariery
Lord Charles wykształcenie odebrał w Harrow School w Londynie. W 1812 r., w wieku 16. lat, został dowódcą Królewskiego Regimentu Konnego Gwardii. 3 lata później dowodził regimentem w bitwie pod Waterloo, gdzie został ranny. W 1818 r. towarzyszył księciu Richmond w podróży do Dolnej Kanady, gdzie książę miał był gubernatorem (lord Charles poślubił później córkę księcia, lady Mary). W 1820 r. otrzymał stopień kapitana, zaś w 1825 r. podpułkownika i adiutanta gubernatora Kraju Przylądkowego.
W 1831 r. wrócił do Anglii i został wybrany do Izby Gmin z okręgu Bury St Edmunds. W 1832 r. głosował za reformą wyborczą. W 1833 r. zrezygnował ze stanowisk wojskowych.

## Gubernator
Jego pierwszym samodzielnym urzędem była pozycja gubernatora Wyspy Księcia Edwarda. Urząd ten otrzymał 31 marca 1837 r. Powrócił do Anglii w 1841 r. i wkrótce został mianowany gubernatorem Brytyjskich Wysp Zawietrznych, który to urząd sprawował do 1845 r.
Wkrótce potem lord Stanley zaproponował jego kandydaturę na gubernatora Nowej Południowej Walii. Pomysł został przychylnie przyjęty i FitzRoy został nowym gubernatorem. Do Australii przybył na pokładzie HMS Carysford dnia 2 sierpnia 1846 r. Niedługo później przypłynęła jego żona z dziećmi.
Półtora roku później lady Mary zginęła w wypadku powozu. Załamany FitzRoy zdecydował się zrezygnować z funkcji gubernatora i wrócić do Anglii, jednak jego finanse nie pozwoliły mu na to. W 1851 r. założył miasto Grafton, nazwane na cześć swojego dziadka, premiera Wielkiej Brytanii.
W 1855 r. opuścił Australię i wrócił do Anglii. Zmarł w Londynie w wieku 61. lat. Otrzymał Krzyż Komandorski Orderu Łaźni oraz był kawalerem Orderu Gwelfów.

## Rodzina
11 marca 1820 r. poślubił lady Mary FitzRoy (ok. 1792 – 7 grudnia 1847), córkę Charlesa Lennoxa, 4. księcia Richmond i lady Charlotte Gordon, córki 4. księcia Gordon. Charles i Mary mieli razem trzech synów i córkę:
- Augustus Charles Lennox FitzRoy (20 września 1821 – 11 września 1855), kapitan Królewskiego Regimentu Artylerii, walczył w wojnie krymskiej, zginął podczas oblężenia Sewastopola, nie ożenił się i nie miał dzieci
- Mary Caroline FitzRoy (17 grudnia 1823 – 22 listopada 1895), żona admirała Keitha Stewarta, miała dzieci
- George Henry FitzRoy (13 września 1826 – 8 lipca 1868), ożenił się z Eugenią Susannah Chapman, nie miał dzieci
- Arthur George FitzRoy 20 marca 1827 – 9 stycznia 1861)

11 grudnia 1855 r. poślubił Margaret Gordon (wdowę po agencie ziemskim z Melbourne). Małżeństwo to nie doczekało się potomstwa.